# لی اون-جو (ژیمناست)
لی اون-جو (انگلیسی: Lee Eun-ju؛ زادهٔ ۵ مارس ۱۹۹۹) ژیمناست هنری زن اهل کره جنوبی است. وی در بازی‌های المپیک تابستانی ۲۰۱۶ شرکت کرده‌است.